# Бедоен
Бедоен (фр. Bédoin) насеље је и општина у Француској у региону Прованса-Алпи-Азурна обала, у департману Воклиз која припада префектури Карпантрас.
По подацима из 2011. године у општини је живело 3197 становника, а густина насељености је износила 35,12 становника/km². Општина се простире на површини од 91,03 km². Налази се на средњој надморској висини од 300 метара (максималној 1.883 m, а минималној 240 m).

## Демографија
| 1962. | 1968. | 1975. | 1982. | 1990. | 1999. | 2011. |
| ----- | ----- | ----- | ----- | ----- | ----- | ----- |
| 1.580 | 1.611 | 1.635 | 1.818 | 2.215 | 2.609 | 3.197 |

График промене броја становника у току последњих година